# The Critical Review

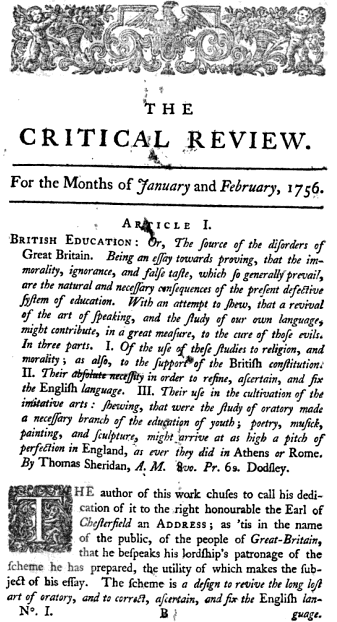
The Critical Review, no. 1, 1756

The Critical Review fue una revista inglesa fundada por Archibald Hamilton. Publicada de 1756 a 1817, su primer director fue Tobias Smollett, quien la dirigiría hasta 1763. Contó con las colaboraciones de, entre otros, Samuel Johnson, David Hume y Oliver Goldsmith.
Al igual que las demás publicaciones de la época, su colaboradores contribuían de forma anónima.
Smollett dirigiría The Critical Review como la principal rival de The Monthly Review, fundada en 1749, entre otras consideraciones, tras haber colaborado con la Monthly, y criticando a su dueño, Ralph  Griffiths, por publicar reseñas de los libros publicados por él.
Se consideraba a la Monthly Review afín a los whigs mientras la Critical Review estaría asociada a los tories.